# The Kingdom (film)
The Kingdom is een Amerikaanse film uit 2007 geregisseerd door Peter Berg. De film is geïnspireerd door de aanslagen in Riyad op 12 mei 2003.

## Verhaal
Bij een terroristische aanslag van moslimextremisten in Riyad (Saoedi-Arabië) verliezen meer dan 100 mensen het leven, voornamelijk vrouwen en kinderen die een softbalwedstrijd hadden georganiseerd. De daders hadden het op hen gemunt omdat ze tegen de aanwezigheid van niet-moslims in hun land waren. Op de plaats delict regelt FBI 'special agent' Francis Manner (Kyle Chandler) de afhandeling van het gebeurde. Terwijl hij aan de telefoon is met 'special agent' Ronald Fleury (Jamie Foxx) gaat een volgende, grotere bom af die nog meer slachtoffers eist, waaronder Manner.
Tegen de wil van zijn bureaucratische superieuren in, vertrekt Fleury met de agenten Janet Mayes (Jennifer Garner), Adam Leavitt (Jason Bateman) en Grant Sykes (Chris Cooper) naar Riyad om de daders te achterhalen. Fleury denkt de taak in een week op te kunnen lossen, maar krijgt maar vijf dagen toestemming in het land te zijn. Bovendien is de bewegingsvrijheid van het team in Saoedi-Arabië beperkt en reikt ze niet verder dan de grenzen van een afgezet gebied. Ze krijgen hulp van de lokale politiekolonel Faris Al Ghazi (Ashraf Barhom), die hun veiligheid buiten de begrenzingen van dat gebied niet kan waarborgen.

## Rolverdeling
- Jamie Foxx - Roland Fluery
- Chris Cooper - Grant Sykes
- Jennifer Garner - Janet Mayes
- Jason Bateman - Adam Leavitt
- Ashraf Barhom - Kol. Faris Al Ghazi
- Jeremy Piven - Damon Schmidt
- Danny Huston - Gideon Young
- Richard Jenkins - James Grace
- Ali Suliman - Serg. Haytman

## Productie
Regisseur Peter Berg verbleef twee weken in Saoedi-Arabië ter voorbereiding van de film. De opnames begonnen op 10 juli 2006 en eindigden in september 2006.
De meeste scènes werden gefilmd in de Verenigde Staten: in Phoenix en Mesa (Arizona). Gedurende twee weken werd er gefilmd in de Verenigde Arabische Emiraten: in Abu Dhabi en in Dubai.
Tijdens de opnames verongelukte de assistent-rekwisieten Nick Papac door een botsing met zijn terreinkarretje op dat van de regisseur.

## Trivia
- Regisseur Peter Berg speelt een kleine rol in de film. Hij verschijnt als een FBI-agent bij de briefing over de al-Rahman aanslag.
- In de aftiteling wordt de film opgedragen aan Thomas Aguilar, Lance Gunnin en Nick Papac. Dit waren drie productiemedewerkers die overleden gedurende de opnametijd van The Kingdom.